# Lizzy Ansingh
Maria Elisabeth Georgina (Lizzy) Ansingh (Utrecht, 13 maart 1875 — Amsterdam, 14 december 1959) was een Nederlandse kunstschilderes. Ze behoorde tot de schildergroep de Amsterdamse Joffers.

## Leven
Ansingh was een dochter van de apotheker Edzard Willem Ansingh en Clara Theresia Schwartze. Ze was de kleindochter van kunstschilder Johann Georg Schwartze en het nichtje van schilderes Thérèse Schwartze, van wie ze haar eerste tekenlessen kreeg. Ze woonde zestien jaar in huis bij deze tante, die haar aanmoedigde en in contact bracht met vele toenmalige schilders, onder andere Franse impressionisten en de Nederlandse kunstenaars George Hendrik Breitner, Piet Mondriaan en Simon Maris. De schilderes Theresia (Thérèse) Peizel-Ansingh, bekend onder de naam Sorella, was haar jongere zus.
In de periode 1894-1897 bezocht ze de Amsterdamse Rijksakademie van Beeldende Kunsten. Hier kreeg ze les van de professoren August Allebé, Nicolaas van der Waay en Carel Dake.

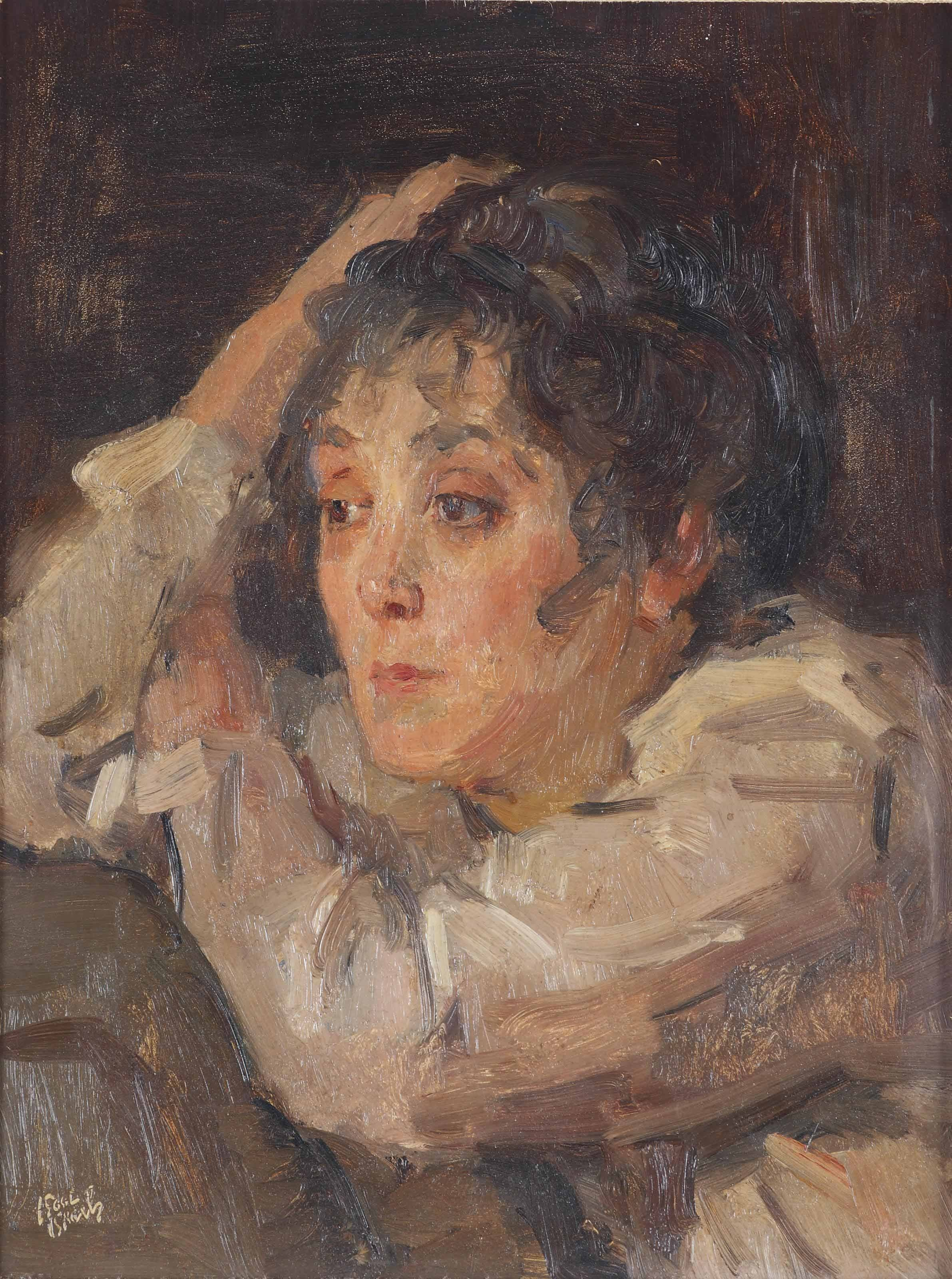
Nelly Bodenheim, een van de Amsterdamse Joffers, waarmee Lizzy twee boeken maakte. (portret van Isaac Israels)

Aan de academie ontstond een vriendenkring van kunstenaressen die later de naam de  Amsterdamse Joffers kreeg; naast Ansingh bestaande uit Marie van Regteren Altena, Coba Ritsema, Ans van den Berg, Jacoba Surie, Nelly Bodenheim, Betsy Westendorp-Osieck en Jo Bauer-Stumpff. Het belang van de Amsterdamse Joffers was dat ze dienden als rolmodel voor andere kunstenaressen in Nederland, vooral vanaf de jaren zeventig van de twintigste eeuw.
Ansingh was lid van de Amsterdamse kunstkringen Arti et Amicitiae en Sint Lucas. Haar atelier bevond zich op de zolder van het architectenbureau H.A.J. en Jan Baanders aan de Herengracht in Amsterdam.

## Werk
Naast het schilderen van portretten verkreeg Ansingh bekendheid door het schilderen van poppen, ook hierin weer aangemoedigd door haar tante Thérèse Schwartze. Ook schilderde ze scènes uit haar achttiende-eeuwse kabinetpoppenhuis.

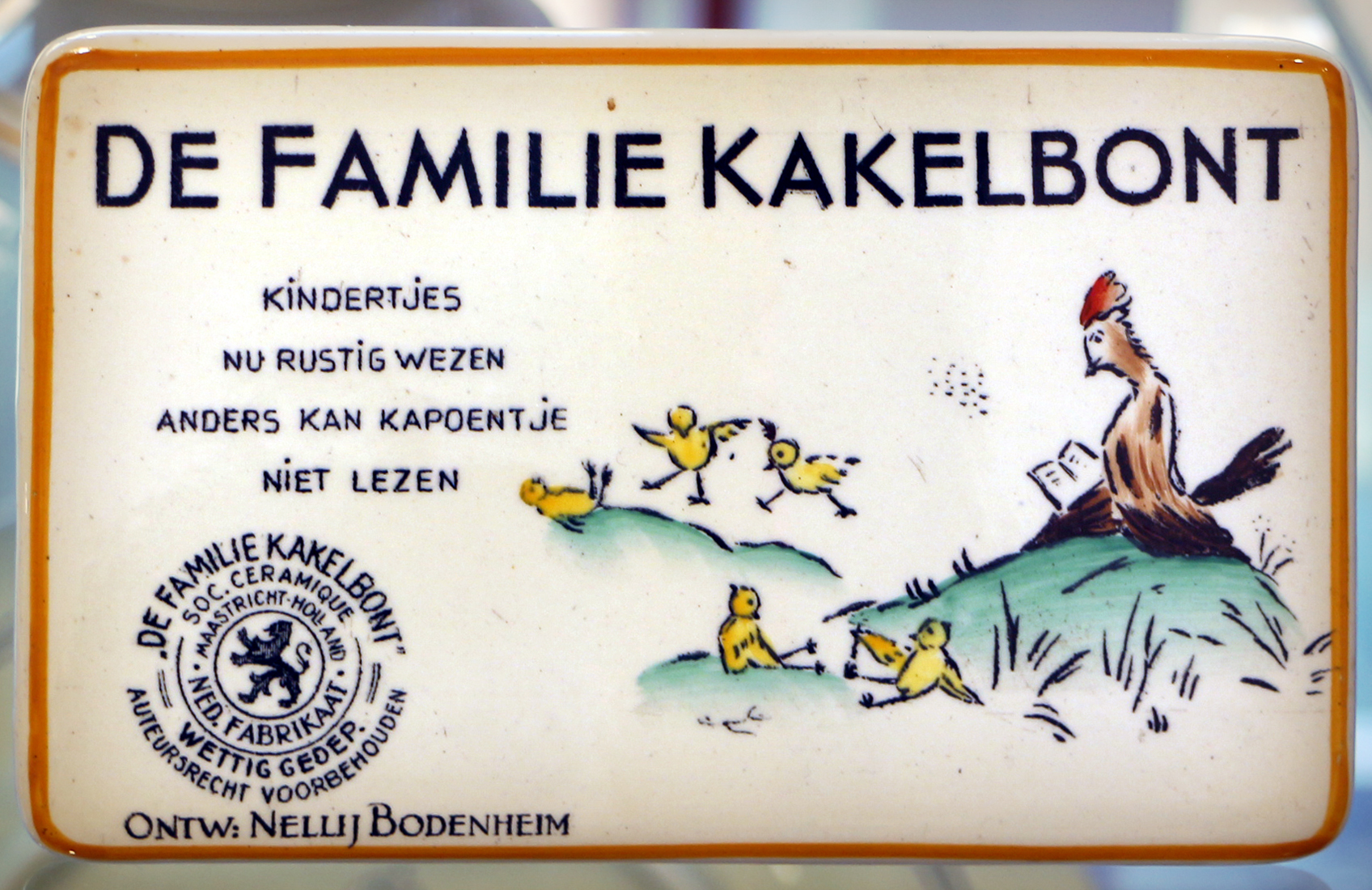
Het servies dat Lizzy Ansingh en Nelly Bodenheim samen ontwierpen. Collectie Bonnefantenmuseum in Maastricht.

Bovendien schreef ze twee boeken met gedichten: `n Vruchtenmandje, verschenen (1927) en Tante Tor is jarig (1950). De boeken werden geïllustreerd door Nelly Bodenheim, indertijd al befaamd vanwege haar artistieke prentenboeken met bakerrijmpjes. Eerder hadden de twee al samengewerkt. Bekend is het servies De Familie Kakelbont, dat zij in 1924, samen ontwierpen voor de Maastrichtse aardewerkproducent Société Céramique. De gedichtjes zijn van Ansingh, de afbeeldingen van Bodenheim. In 1936 werd dit kinderservies opnieuw uitgebracht.
Daarnaast ontwierp Lizzy Ansingh boekbanden.

## Het poppenhuis

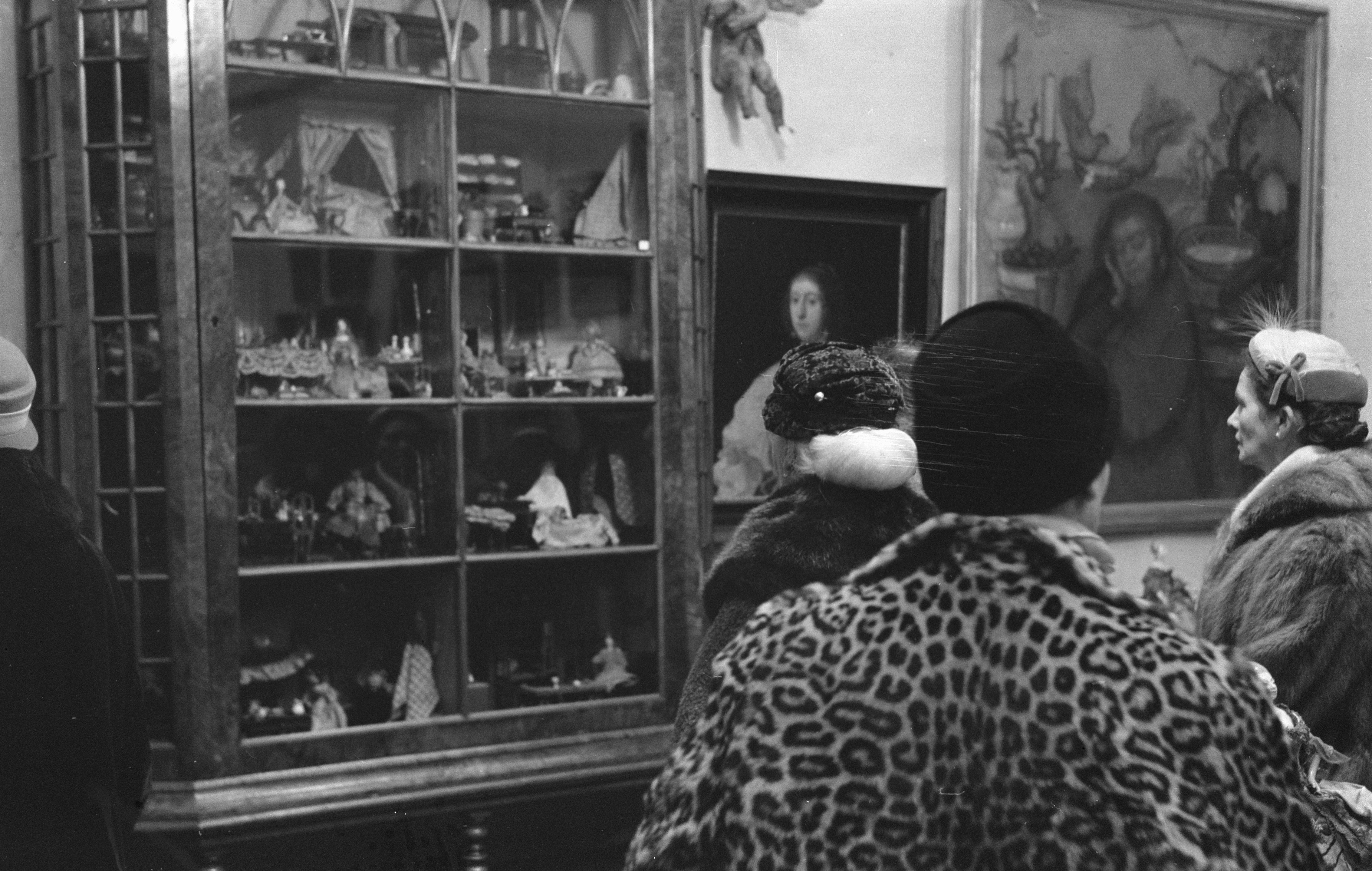
Het poppenhuis van Lizzy Ansingh (1960)

Lizzy Ansingh kocht het achttiende-eeuwse kabinetpoppenhuis in 1911 op een veiling, voor 500 gulden. Na haar dood werd het aangekocht door Museum Arnhem. Tot 1963 stond het tentoongesteld in het Historisch Museum. Dit museum werd in 2012 opgeheven. Daarna werd het poppenhuis gerestaureerd en tentoongesteld in Erfgoedcentrum Rozet. Op 17 december 2014 keerden ook de schoongemaakte en gerestaureerde poppen terug in het kabinet. De restauratie is gesponsord door de Vrienden van Museum Arnhem.

## Werk in openbare collecties (selectie)
- Rijksmuseum Amsterdam, Amsterdam[14]